# 卡尔·阿克塞尔·彼得松
卡尔·阿克塞尔·彼得松（瑞典語：Carl Axel Pettersson，1874年4月13日—1962年5月31日），瑞典男子冰壶运动员。他曾代表瑞典参加1924年冬季奥林匹克运动会冰壶比赛，获得一枚银牌。